# Pseudomadasumma maculata
Pseudomadasumma maculata är en insektsart som beskrevs av Tokuichi Shiraki 1930. Pseudomadasumma maculata ingår i släktet Pseudomadasumma och familjen syrsor. Inga underarter finns listade i Catalogue of Life.